# سنوپ
سنوپ (به بلغاری: Snop) یک منطقهٔ مسکونی در بلغارستان است که در استان دوبریچ واقع شده‌است.
 سنوپ  ۱۸۰ نفر جمعیت دارد.